# Elżbieta Skorupska-Raczyńska
Elżbieta Skorupska-Raczyńska (ur. 1955 w Skwierzynie) – polska filolog, profesor nauk humanistycznych, profesor zwyczajny Akademii im. Jakuba z Paradyża w Gorzowie Wielkopolskim, rektor tej uczelni od 2011, specjalistka w zakresie historii języka polskiego i językoznawstwa.

## Życiorys
W 1992 ukończyła studia filozoficzne w Wyższej Szkole Pedagogicznej im. Tadeusza Kotarbińskiego w Zielonej Górze. W 1999 na podstawie napisanej pod kierunkiem Mirosławy Białoskórskiej rozprawy pt. Progresywne zapożyczenia pochodzenia łacińskiego w polszczyźnie XIX wieku uzyskała na Wydziale Filologii Polskiej i Klasycznej Uniwersytetu im. Adama Mickiewicza w Poznaniu stopień naukowy doktora nauk humanistycznych w zakresie językoznawstwa, specjalność: językoznawstwo polskie. Tam też na podstawie dorobku naukowego oraz rozprawy pt. Dykcjonarz Michała Amszejewicza na tle nowopolskich słowników wyrazów obcych otrzymała w 2004 stopień doktora habilitowanego nauk humanistycznych w zakresie językoznawstwa, dyscyplina: językoznawstwo. W 2014 prezydent RP Bronisław Komorowski nadał jej tytuł naukowy profesora nauk humanistycznych.
Była profesorem nadzwyczajnym Państwowej Wyższej Szkoły Zawodowej im. Jakuba z Paradyża w Gorzowie Wielkopolskim oraz Wydziału Teologicznego Uniwersytetu Szczecińskiego. Pełniła funkcję rektora PWSZ w Gorzowie Wielkopolskim i prorektora tej uczelni, wybrano ją także rektorem w kadencji 2016–2020. Została profesorem zwyczajnym tej uczelni w Wydziale Humanistycznym.

## Odznaczenia
- Srebrny Krzyż Zasługi (2002)[4]
- Brązowy Krzyż Zasługi (1987)[4]
- Odznaka Honorowa za Zasługi dla Rozwoju Gospodarki Rzeczypospolitej Polskiej (2015)[4]
- Srebrny Medal „Zasłużony dla Nauki Polskiej Sapientia et Veritas” (2023)[5]